# Joker Out
Joker Out este o trupă slovenă de indie-rock. A reprezentat Slovenia la Concursul Muzical Eurovision cu piesa "Carpe Diem", luând locul 21 în marea finală. Trupa a fost formată în 2016.